# Giles d’Argentine
Sir Giles d’Argentine (* um 1210; † Dezember 1282) war ein englischer Adliger, der zu den Führern der Adelsopposition im Zweiten Krieg der Barone gehörte.

## Herkunft und Jugend
Giles d’Argentine war ein Sohn von Sir Richard d’Argentine, einem kleinen Baron aus Hertfordshire. Vor 1231 wurde er zum Ritter geschlagen. Während des Englisch-Walisischen Krieg von 1231 bis 1234 geriet er 1231 bei Montgomery in die Gefangenschaft der Waliser. Nach seiner Freilassung schied er aus dem Dienst des Königs aus. Nach dem Tod seines Vaters Ende 1246 erbte er vier Güter in Hertfordshire, Essex, Cambridgeshire und Suffolk, durch die er jährliche Einkünfte von etwa £ 200 hatte. Damit gehörte er zu den kleinsten Kronvasallen in England.

## Rolle im Krieg der Barone
Nachdem es im Frühjahr 1258 eine Revolte von unzufriedenen Adligen gegen die Herrschaft von König Heinrich III. gegeben hatte, wurde d’Argentine während des Parlaments von Oxford im Juni 1258 zu einem der zwölf Vertreter der Barone gewählt, die die Barone während der Parlamente vertreten sollten. Vor dem 30. September 1258 ernannte ihn die neue Regierung der Barone zum Steward of the king’s household, ein Amt, das bereits sein Vater innegehabt hatte. Warum er als kleiner Baron zu solch wichtigen Ämtern aufsteigen konnte, ist unbekannt. Trotz ihres geringen Besitzes galt d’Argentines Familie wohl als angesehen, doch vor allem wurde er wohl von Simon de Montfort, 6. Earl of Leicester protegiert, der zum Führer der Adelsopposition geworden war und für den er zuvor mindestens zwei Urkunden bezeugt hatte. Im Oktober 1259 wurde er als Parlamentsvertreter wiedergewählt. Vermutlich um diese Zeit heiratete sein ältester Sohn Reginald Laura, eine Tochter von Hugh de Vere, 4. Earl of Oxford, der ebenfalls zu den Vertretern der Barone im Parlament gehörte.
Aufgrund seines Amtes gehörte d’Argentine zur engsten Umgebung von Heinrich III. und begleitete diesen auch im November 1259 nach Frankreich, wo er den Vertrag von Paris unterzeichnete. Noch in Frankreich, entließ ihn der König wohl wegen seiner Unterstützung von Montfort am 21. Februar 1260 aus seinem Amt als Steward. Ende 1260 schied d’Argentine aus dem Parlament aus, doch durch den Einfluss Montforts, der erneut die Regierung übernommen hatte, wurde er im November 1260 oberster königlicher Richter der Midlands. Dieses Amt nahm er allerdings wohl nicht wahr. Während der Unruhen von 1261 soll er die Anhänger Montforts in Cambridgeshire und Huntingdonshire als Sheriff unterstützt haben. Als es im Sommer 1263 zum offenen Machtkampf zwischen Montfort und dem König kam, ernannte Montfort ihn am 3. August 1263 zum Kommandanten von Windsor Castle. Als der König im November wieder die Macht zurückgewann, setzte er d’Argentine umgehend ab. Während des offenen Kriegs der Barone geriet d’Argentine am 11. Mai 1264 in Gefangenschaft. Er kam nach dem Sieg Montforts in der Schlacht von Lewes frei und wurde beauftragt, in Cambridgeshire den Frieden wiederherzustellen. Ende Juni 1264 wurde er in den neuen, neunköpfigen Staatsrat der Barone gewählt. Zu seinen Aufgaben gehörte wieder die Führung des Haushalts des weitgehend entmachteten Königs, wofür er ein jährliches Gehalt von £ 120 erhielt. Dazu nutzte er die Gefangenschaft von Robert de Stuteville, einem Anhänger des Königs, um diesem sein Gut Withersfield in Suffolk abzukaufen. Nach der endgültigen Niederlage Montforts wurde er beschuldigt, im August 1265 an der Schlacht von Evesham teilgenommen zu haben, weshalb seine Besitzungen von den Anhängern des Königs beschlagnahmt wurden. Er wurde jedoch im Februar 1266 begnadigt und konnte bis 1267 gegen eine Strafzahlung fast alle Besitzungen zurückerwerben. Danach zog er sich auf seine Güter zurück.

## Familie und Nachkommen
Vor 1239 hatte d’Argentine Margery, eine Tochter des ostenglischen Ritters Sir Robert d’Aguillon geheiratet. Sein Erbe wurde sein ältester Sohn Reynold.